# Petroni Màxim
Petroni Màxim (nom complet en llatí probablement Petronius Anicius Maximus, l'Anicius dubtós, ja que va regnar amb el nom Flavius Petronius Maximus) (vers 396-455) fou emperador romà del 17 de març al 31 de maig del 455. Anteriorment va ser un ric senador que va intervenir en la mort del general Aeci i de l'emperador Valentinià III. Petroni va morir assassinat durant els esdeveniments que van culminar en el saqueig de Roma pels vàndals.

## Orígens i carrera política
Membre d'una família noble que fou molt poderosa Roma al final del segle iv; fou un militar i funcionari de carrera que va servir amb encert i dignitat durant molts anys. Era parent de Petroni Probe, alguns escriptors suposen que era fill d'una filla de Magne Màxim però llavors s'hauria de dir Anicius i les dues inscripcions on es diu que aquest nom apareix no s'han pogut comprovar. La seva educació fou completa i acurada en tots els camps.
De jove fou conseller d'Honori en la doble qualitat de tribú militar i notari (vers 407 a 414); el 415 era comes largitionum, i el 420 praefectus Romae, càrrec que va exercir a plena satisfacció de tothom i el 421 l'emperador va demanar que li fos erigida una estàtua al Campus Trajani.
El 433 fou segon cònsol (l'emperador Teodosi II era el primer). Del 439 al 441 i després el 445 fou prefecte d'Itàlia. El 443 fou cònsol altre cop, aquesta vegada primer, amb Pateri com a col·lega.

## Implicació en assassinats
Va dirigir les intrigues contra Aeci que van acabar amb la seva mort 454. Segons l'historiador Joan d'Antioquia, Petroni va predisposar l'emperador Valentinià III contra el general Aeci i quan va arribar el moment el va encoratjar perquè el matés. Després de la mort d'Aeci, Petoni va demanar a l'emperador que li donés el càrrec que aquell tenia, però aconsellat per l'eunuc Heracli, Valentinià s'hi va negar, no volia que altre cop una sola persona tingués tant de poder. Petroni es va prendre malament aquesta negativa i va proposar-se matar l'emperador.
Valentinià es va enamorar de la dona de Petroni, una senyora de gran bellesa. Un dia l'emperador li va guanyar un anell a Petroni en el joc, i el va utilitzar per enviar-lo a la dona de Petroni demanant que anés al palau; allí l'emperador la va voler forçar però la dama va rebutjar les seves demandes i va marxar de palau; degut a l'anell, la dona va acusar el seu marit de ser part de l'afer. La dona va morir poc temps després i els seus parents i amics, units als partidaris d'Aeci es van unir en una conspiració en la qual Petroni va agafar un paper dirigent. En sortir de la capital fou interceptat per una banda de mercenaris burgundis encapçalada per antics oficials de Valentinià, que el van matar al Camp de Mart el 31 de maig. El seu cos fou arrossegat pels carrers de Roma i finalment tirat al riu el 16 de març del 455 Petroni Màxim fou proclamat emperador i va nomenar el seu amic Avit com a comandant en cap i va ordenar el matrimoni del seu fill Pal·ladi amb Eudòxia, la viuda de Valentinià; Eudòxia va entrar en intrigues amb el rei dels vàndals per evitar aquest casament. Petroni va enviar Avit a demanar ajuda als visigots a la Gàl·lia abans que una flota vàndala arribés a Itàlia des de Cartago però no va poder reunir cap defensa eficaç, va intentar fugir de la ciutat i va ser destrossat per una multitud que va fer desfilar els trossos al voltant d'un pal. Els vàndals van entrar a Roma i la van saquejar durant dues setmanes. Malgrat l'escassetat de diners per a la defensa de l'estat, des de l'anterior saqueig de l'any 410 s'havien acumulat una considerable riquesa privada. Els vàndals van marxar amb grans quantitats de tresor i també amb la princesa Eudòcia.